# Musique égyptienne

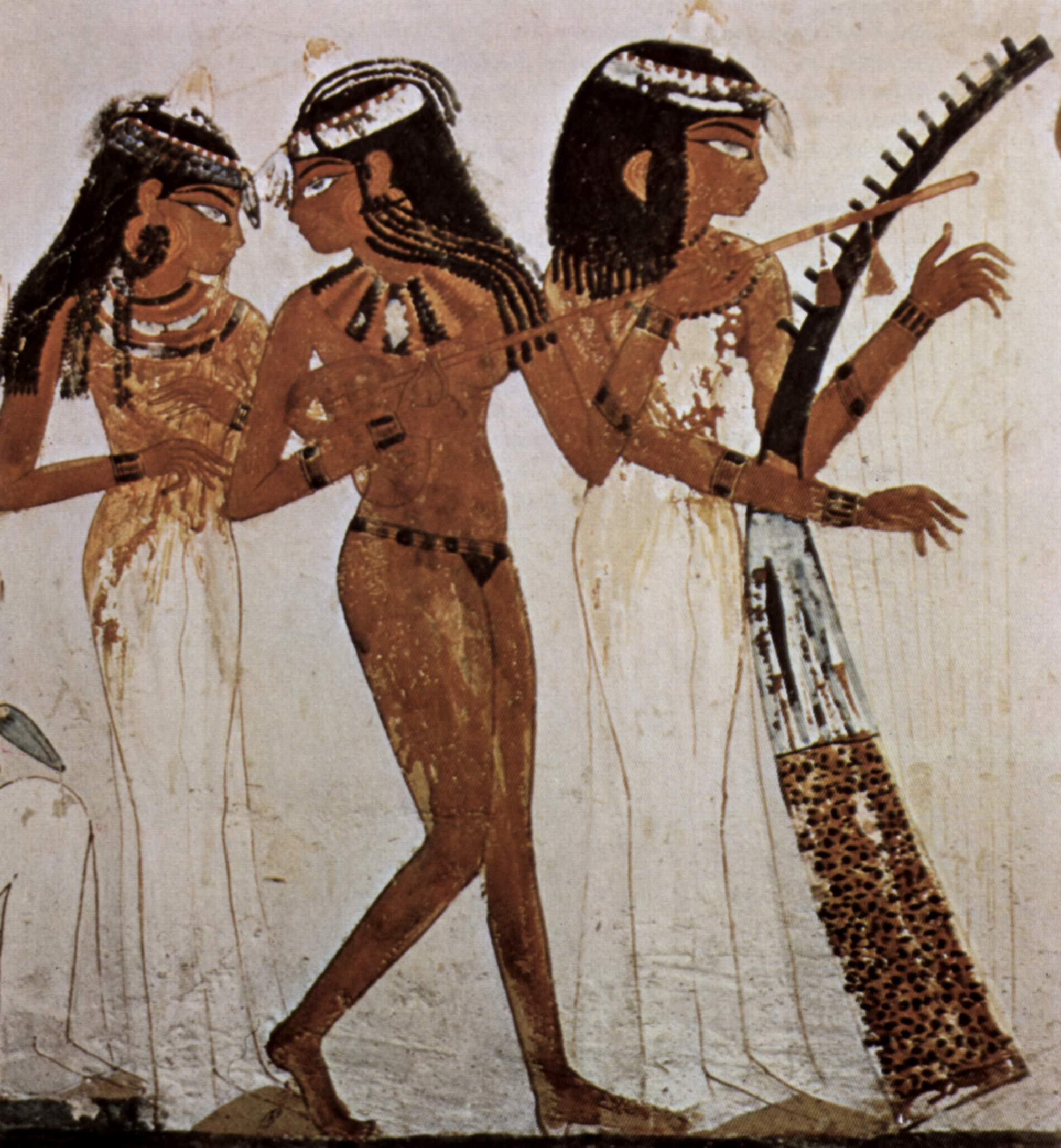
Trois musiciens, tombe de Nakht, Thèbes.

La musique égyptienne a toujours été une partie importante de la culture égyptienne. Les premiers instruments de musique remontent à la période prédynastique, mais les preuves sont plus solidement attestées durant l'Ancien Empire lorsque des harpes, flûtes et clarinettes ont été jouées. Instruments à percussion, lyres et luths ont été ajoutés à des groupes musicaux au Moyen Empire. Les cymbales accompagnent souvent les chants et la danse.

## Histoire

### Antiquité
La déesse Bat est réputée pour avoir inventé la musique. Le culte de Bat évolue par la suite vers celui de la déesse Hathor, toutes deux étant parfois représentées sous forme de vache. Le dieu Osiris aurait utilisé la musique d'Hathor dans son effort pour civiliser le monde. Enfin, la déesse Bastet fut aussi considéré comme une divinité de la musique.
Bien que les représentations de chanteurs, danseurs et musiciens abondent, aucune partition de la musique égyptienne de l'antiquité n'est connue. Sa reconstitution s'est donc faite sur les vestiges d'instruments parvenus jusqu'à nous, sur des textes dont on sait qu'ils étaient chantés, ainsi que sur des éléments qui ont pu survivre dans les traditions musicales coptes ou arabes.

### Renouveau

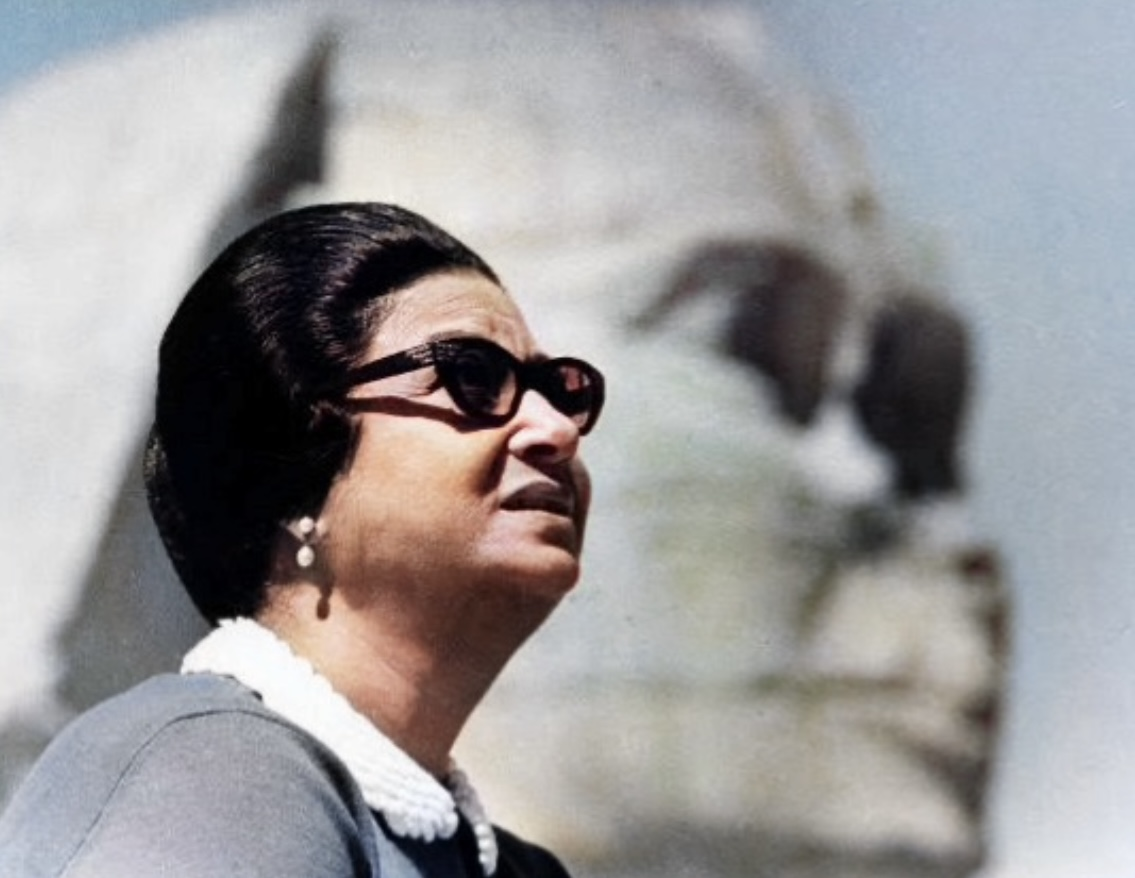
Oum Kalthoum.

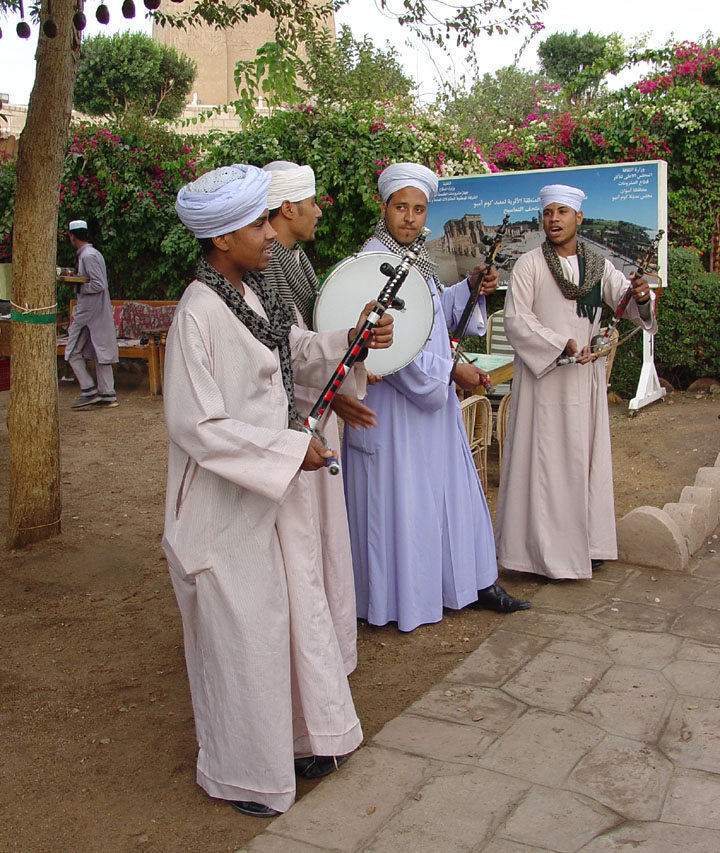
Musiciens égyptiens (2008).

Au début du XIXe siècle, la musique connait en Égypte une sorte de renaissance et gagne en reconnaissance grâce au talent de deux grands maîtres, Chehab Eddine et El Masloub. Le premier rassemble dans un ouvrage une centaine de Mouachah, d'essence andalouse, et le second introduit l'art du dawr comme manière de chanter. Cependant, la semence des deux cheikhs ne donne véritablement ses fruits qu’au début du XXe siècle, en un temps où tout savant ou artiste devait obligatoirement effectuer ses études à l’Université al-Azhar (université islamique fondée au Caire au Xe siècle par les Fatimides) pour en sortir avec le titre de cheikh. Parmi les nombreux étudiants, d’aucuns avaient des prédispositions artistiques et littéraires particulières, que ce soit dans le domaine de la poésie et de la composition ou dans celui du chant. Ils sont ceux ayant élevé la musique arabe à un niveau honorable et même d'avoir ouvert le chemin pour les artistes qui leur succèdent, comme Mohammed Abdel Wahab et bien d'autres.
L'un des plus grands[style à revoir] est Zakaria Ahmed qui, après avoir versé dans le chant sacré, s'oriente, à partir de 1922, vers la composition. Ses plus belles chansons, telles Ahl El Hawa (1944), El Amal et Ya salat el-zein, sont interprétées par Oum Kalthoum. L'autre grand précurseur se nommait Cheikh Sayyid Darwîsh et il avait bouleversé l'échiquier musical égyptien en octroyant une dimension plus expressive à la forme musicale nommée dawr. Disparu trop jeune, il compte 39 Mouachah, 12 dawr, 132 taqtūqa, 29 chants nationaux, 24 monologues et 17 dialogues. Il compose également composé la musique et la chanson de 31 pièces de théâtre musical et une de ses œuvres majeures, Biladi, Biladi, Biladi, devient l'hymne national égyptien. Toutefois, on[Qui ?] ne peut évoquer le chant classique égyptien sans citer la figure emblématique qu'est Sâlih Abd El Hayy. Il apprend le chant aux côtés de Mohamed Omar, un fabuleux joueur de qânûn (cithare), et, lors de sa première apparition sur scène, sur le registre mawwal, sa belle et forte voix attire l'attention du public et celle des grands noms de l’époque comme Zaky Mourad, Sayed El Safaty et Abdellatif Al Bannâ. Sâlih reste dans l'histoire comme la première voix entendue à la radio. Ce fut en 1934 et son plus beau succès populaire demeure Leyh ya banafseg.

### Nubi-shâabi et jeel
Dans le monde arabo-musulman, l'Égypte (avec Le Caire, le « Hollywood » du monde arabo-musulman) a longtemps été et reste encore pour les artistes arabophones du monde arabo-musulman un pays incontournable sur les plans musicaux et cinématographiques. Ceci est lié à l'héritage anglophone de l'Égypte qui, tout naturellement, pousse ses studios et ses artistes à voir ce qui se faisait aux États-Unis. Les studios d'enregistrement égyptiens, à la pointe des nouvelles technologies, et sons et tendances, sert d'exemples et de référence à leurs homologues des autres pays arabo-musulmans. 
En Égypte, le shâabi est une chanson des rues du Caire, née au début des années 1970, d’une volonté de moderniser la tradition et de prendre certaines libertés avec le langage des grands chanteurs arabes. Cette musique n’hésite pas à mêler instruments traditionnels avec accordéon, batterie, synthétiseur, et saxophones. On parle parfois de nubi-shâabi, chanson moderne de Nubie, une musique souvent étonnante dans son excellente synthèse entre les éléments venant de la tradition et les apports instrumentaux venus d’Occident. Cette nouvelle musique nubienne est une des branches de la jeel.
Le jeel (littéralement « génération ») est une sorte de technopop arabe. Comme le shâabi, le jeel est une réaction à la chanson arabe classique, mélodramatique et théâtralisée, des grands chanteurs égyptiens adulés par le peuple arabe dans son entièreté. Les jeunes des populations urbaines voulurent créer leur musique à l’image de l’Occident, une musique rapide et dansante. Cette musique nouvelle porte en fait le nom de aghâni shabâbiyya (en français chants ou chansons de la jeunesse) ou plus simplement shabâbiyya, soit musique destiné à la jeunesse (cheb au singulier, chabèbe au pluriel).
Le jeel est une sorte de fusion entre musiques nubiennes, rythmes égyptiens et bédouins, mélodies et thèmes des musiques populaires, voix arabes utilisant le vibrato et des instruments occidentaux tels que guitare basse et synthétiseur. Les chansons parlent d’amour et du pays et c’est le mouvement lui-même qui apparaît comme une réaction à la tradition plutôt que ce que véhiculent ses chansons. La musique jeel a fortement été bannie par les médias qui la considèrent comme une forme de commerce et non une expression artistique. Un mouvement important est né du flot de musiciens nubiens contraints de venir grossir la population du Caire après la construction du barrage d’Assouan et l’inondation de leurs terres. Ils ont emmené avec eux la tradition nubienne qu’ils ont adroitement modernisée pour un nouveau style urbain. Les musiciens nubiens sont de loin les plus intéressants de cette nouvelle scène, évoluant entre shaabi et jeel avec un fort relent de traditions nubiennes.
Ces musiques sont considérées comme les précurseurs du raï du fait de leur antériorité [réf. nécessaire] sur les nombreux points suivants dont se réclamera aussi le raï par la suite : la volonté de rompre avec la musique conventionnelle, les instruments occidentaux choisis (batterie, synthétiseurs, guitares électriques…), la technique et le langage (dialecte populaire) utilisés, les sons obtenus et enfin sa référence à la jeunesse (Cheb).
En France, à la fin des années 1970, ces musiques avant-gardistes issues des studios égyptiens feront l'objet d'un petit reportage télévisuel. Mais ce début d'intérêt médiatique occidental ne permettra pas à ces musiques égyptiennes avant-gardistes (boudées par les médias officiels à ses débuts comme le raï) appréciées par la jeunesse égyptienne citadine, d'atteindre la diaspora arabophile occidentale principalement maghrébine et francophone (contrairement au raï plusieurs décennies plus tard). À défaut d'un public, ces musiques n'attiseront pas la curiosité des artistes occidentaux et ne s'internationaliseront pas dans l'immédiat. Toutefois, en Occident, plusieurs années plus tard, ces musiques donneront naissance à la chanteuse égypto-belge Natacha Atlas, classée par certains médias en Occident dans la catégorie raï (en dépit des sons à forte consonance égyptienne de certains de ses titres).

## Musiciens de la fin duXXesiècle
Depuis quelques années, une nouvelle génération s'active à réanimer le cercle des poètes disparus, à commencer par Cheikh Mohamed Seyam, né en 1960. Après avoir suivi des études religieuses dans l’école islamique de Qaliyubiyah (Delta, nord de l’Égypte), il débute comme récitant du Coran tout en assurant la fonction de muezzin dans la mosquée de son village natal. Son amour pour le chant le pousse vers les moulid (cérémonies religieuses) comme munshid (hymnode) et conteur des miracles du prophète. Plus tard, il se tourne vers le chant arabe classique, avec une préférence pour le répertoire de son idole cheikh Zakaryah Ahmad.
Autre excellente relève, Gamal Darwich, né en 1960, et dont le talent s’est révélé dès l’enfance, à l’école primaire où, à l’occasion des fêtes, il imitait déjà Sayyid Darwîsh, d’où son nom d’artiste à la mémoire du grand maître du dawr. Après des études de musique classique, il s'initie au luth et au violon. Depuis 1980, Gamal Darwich tourne dans toute l'Égypte, en alternant chant classique sur les scènes et chansons populaires quand il anime les fêtes de mariage. Il n'en demeure pas moins fidèle au style des années 1920 incarné par son père spirituel.
Ce n'est pas évident de chanter Sâlih Abd El Hayy mais Gaber Abd El Maksoud, né en 1958, a su parfaitement se rapprocher de son modèle quand, un soir, âgé alors de quinze ans, il a interprété Leyh ya banafseg sur la scène de son école. Il connait rapidement un grand succès et dès lors, a été invité à animer plusieurs mariages célébrés dans sa ville natale, Beniswif, en Haute-Égypte. Il passe ensuite régulièrement à la télévision mais, depuis 1995, il se réfugie dans les saisons de mariages tout en donnant quelques concerts privés pour ses amis et ses admirateurs.
Enfin, dans la catégorie éclectique, Cheikh Ahmed El Sayed, né en 1956, se distingue largement. Adepte du chant religieux mais aussi du classique, il est également un brillant compositeur et un magnifique interprète de Mouachah datant de la fin du XIXe siècle et du début du XXe siècle.
Pour accompagner cette jeune garde dans ses vibrants hommages, l’ensemble Chouyoukh El Tarab, qui s’est formé par amour pour la musique et les vieilles chansons égyptiennes, déploie toute sa virtuosité et son penchant pour une époque chargée d’émotion, de poésie et d’extase, loin, très loin du star-système actuel égyptien.

## Musique zar ou gnawa égyptiens
Les groupes nubiens et ceux du zar ont beaucoup de points communs avec la musique du Mali tant au niveau des instruments, la tamboura en Égypte qui ressemble au gambri du Maroc et au n'goni du Mali. Cette musique de transe est issue du rituel populaire qui exorcise les personnes possédées par des esprits.

## Groupes et artistes

### Chanteurs
- Hicham Abbas
- Chaabane Abderahim
- Angham
- Amr Diab
- Farid El Atrache
- Hamza El Din
- Najet Essaghira
- Mohamed Fawzi
- Abdel Halim Hafez
- Hakim
- Asmahan, la sœur de Farid El Atrache, disparue lors d'un accident de la route au début des années 1940. Farid El Atrache ne s'est jamais remis de sa disparition, ce qui a eu une influence considérable sur son répertoire musical
- Oum Kalthoum
- Mohamed Mounir
- Hoda Soltane
- Ehab Tawfik
- Mohammed Abdel Wahab
- Tamer Hosny
- Sherine Abdel Wahhab
- Donia Massoud
- Dina El-Wedidi

### Compositeurs
Les musiciens égyptiens et compositeurs égyptiens comprennent notamment : Gabriel Saab.

### Groupes
- Al Massrieen, groupe de disco des années 1970 redécouvert par le label Habibi Records.
- Mohamed Abozekry & Heejaz, fusion entre jazz et maqâm[3].